# Mamut colombí
El mamut colombí (Mammuthus columbi) és una espècie extinta d'elefant que habità Nord-amèrica durant un període d'entre 100.000 i 9.000 anys enrere. Era herbívor, amb una dieta variada que comprenia des de pastures fins a coníferes.

## Fisiologia
Fou un dels mamuts més grossos que va caminar sobre el planeta, amb una alçada de 4 metres a la creu i un pes d'uns 10.000 quilograms. Encara que hi ha un debat de com era la seva aparença externa es creu un animal d'un color grisenc semblant al color dels elefants actuals, ja que no tenia la llarga coberta de pèl dels seus contemporanis els mamuts llanuts. El mamut colombí va arribar a tenir uns ullals de 5 metres de llarg en forma d'espiral, els més grossos de tots els elefants.

## Hàbitat, distribució i dieta
El mamut colombí visqué a la meitat meridional de Nord-amèrica i el seu hàbitat eren les praderies i les terres poblades d'arbres, on s'alimentava de fruites gegants comunes a Nord-amèrica, com les del taronger d'Osage, l'arbre del cafè de Kentucky i l'acàcia de la mel, atès que no hi havia cap altre herbívor gros que pogués haver ingerit tals fruits. També s'alimentava de fulles, branques i gramínies.

## Reproducció i comportament
D'acord amb estudis dels seus parents propers, els elefants moderns, aquests mamuts tenien probablement un període de gestació de 22 mesos, donant per resultat una única criatura. La seva estructura social era probablement igual a la de l'elefant actual, amb les femelles i les cries vivint en grups de 2 a 20 individus dirigits per una matriarca, mentre que els mascles vivien vides solitàries o en grups poc connexos després d'arribar a la maduresa sexual cap als 12-15 anys.

## Evolució i extinció
Els estudis recents d'ADN indiquen que els seus parents vius més propers són els elefants indis, amb els elefants africans en segon lloc. El gran mamut colombí fou un dels membres més conspicus de la passada megafauna americana i un dels últims en extingir-se: diversos espècimens foren datats fins a dates tan recents com 9.000 anys enrere o menys, havent-se'n trobat datat un prop de Nashville (Tennessee), que visqué fa només 7.800 anys. Tanmateix, se sol posar la data de l'extinció fa 12.500 anys.